# Vallée de l'Orkhon
Pour les articles homonymes, voir Orkhon (homonymie).
La vallée de l'Orkhon est une vallée de Mongolie dans laquelle coule la rivière Orkhon, affluent de la Selenga, et qui abrite une série de vestiges archéologiques, témoins de l'histoire des peuples qui y ont vécu, et notamment des turco-mongols, des Proto-mongols et des Mongols.

## Caractéristiques
Elle est inscrite sur la liste du patrimoine mondial de l’Organisation des Nations unies pour l'éducation, la science et la culture (UNESCO).
Parmi ces vestiges se trouvent les inscriptions de l'Orkhon, les plus anciennes traces d'écriture des langues turques (vieux-turc, utilisé par les Köktürks), surnommées par les archéologues et les linguistes Alphabet de l'Orkhon.
Elle abrite également Karakorum, capitale de Gengis Khan, fondateur de l'Empire mongol.

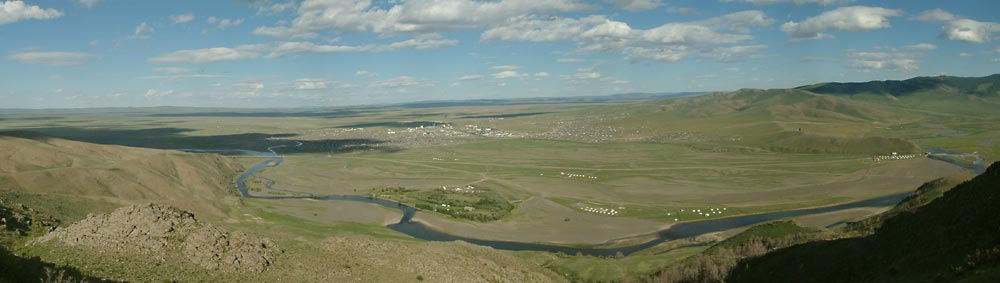
Panorama sur la vallée de l'Orkhon